# Tom Lees
Tom Lees (Warwick, 18 novembre 1990) è un calciatore inglese, difensore dell'Huddersfield Town.

## Carriera

### Club
Nella stagione 2011-2012 ha giocato 42 partite segnando 2 gol in Championship con il Leeds.

### Nazionale
Il 10 settembre 2012 ha preso parte alla partita della nazionale Under-21 valida per le qualificazioni agli Europei di categoria e vinta per 1-0 contro la Norvegia.

## Statistiche

### Presenze e reti nei club
Aggiornato al 2 dicembre 2023.
| Stagione                   | Squadra                    | Campionato                 | Campionato | Campionato | Coppe nazionali | Coppe nazionali | Coppe nazionali | Coppe continentali | Coppe continentali | Coppe continentali | Altre coppe | Altre coppe | Altre coppe | Totale | Totale |
| Stagione                   | Squadra                    | Comp                       | Pres       | Reti       | Comp            | Pres            | Reti            | Comp               | Pres               | Reti               | Comp        | Pres        | Reti        | Pres   | Reti   |
| -------------------------- | -------------------------- | -------------------------- | ---------- | ---------- | --------------- | --------------- | --------------- | ------------------ | ------------------ | ------------------ | ----------- | ----------- | ----------- | ------ | ------ |
| 2009-2010                  | Accrington Stanley         | FL2                        | 39         | 0          | FACup+CdL       | 4+0             | 0               |                    | -                  | -                  | FLT         | 3           | 0           | 46     | 0      |
| 2010-2011                  | Bury                       | FL2                        | 45         | 4          | FACup+CdL       | 2+1             | 1+0             |                    | -                  | -                  | FLT         | 2           | 0           | 50     | 5      |
| 2011-2012                  | Leeds Utd                  | FLC                        | 42         | 2          | FACup+CdL       | 1+2             | 0               |                    | -                  | -                  |             | -           | -           | 45     | 2      |
| 2012-2013                  | Leeds Utd                  | FLC                        | 40         | 1          | FACup+CdL       | 4+4             | 0+1             |                    | -                  | -                  |             | -           | -           | 48     | 2      |
| 2013-2014                  | Leeds Utd                  | FLC                        | 41         | 0          | FACup+CdL       | 0+1             | 0               |                    | -                  | -                  |             | -           | -           | 42     | 0      |
| Totale Leeds Utd           | Totale Leeds Utd           | Totale Leeds Utd           | 123        | 3          |                 | 12              | 1               |                    | -                  | -                  |             | -           | -           | 135    | 4      |
| 2014-2015                  | Sheffield Weds             | FLC                        | 44         | 0          | FACup+CdL       | 1+3             | 0               |                    | -                  | -                  |             | -           | -           | 48     | 0      |
| 2015-2016                  | Sheffield Weds             | FLC                        | 34+3       | 3+0        | FACup+CdL       | 0+5             | 0               |                    | -                  | -                  |             | -           | -           | 42     | 3      |
| 2016-2017                  | Sheffield Weds             | FLC                        | 35+2       | 1+0        | FACup+CdL       | 1+0             | 0               |                    | -                  | -                  |             | -           | -           | 38     | 1      |
| 2017-2018                  | Sheffield Weds             | FLC                        | 29         | 1          | FACup+CdL       | 0+2             | 0               |                    | -                  | -                  |             | -           | -           | 31     | 1      |
| 2018-2019                  | Sheffield Weds             | FLC                        | 42         | 2          | FACup+CdL       | 3+1             | 0               |                    | -                  | -                  |             | -           | -           | 46     | 2      |
| 2019-2020                  | Sheffield Weds             | FLC                        | 27         | 2          | FACup+CdL       | 3+0             | 0               |                    | -                  | -                  |             | -           | -           | 30     | 2      |
| 2020-2021                  | Sheffield Weds             | FLC                        | 38         | 1          | FACup+CdL       | 0+1             | 0               |                    | -                  | -                  |             | -           | -           | 39     | 1      |
| Totale Sheffield Wednesday | Totale Sheffield Wednesday | Totale Sheffield Wednesday | 249+5      | 10+0       |                 | 20              | 0               |                    | -                  | -                  |             | -           | -           | 274    | 10     |
| 2021-2022                  | Huddersfield Town          | FLC                        | 40+3       | 3+0        | FACup+CdL       | 3+1             | 1+1             |                    | -                  | -                  |             | -           | -           | 47     | 5      |
| 2022-2023                  | Huddersfield Town          | FLC                        | 42         | 2          | FACup+CdL       | 1+1             | 0               |                    | -                  | -                  |             | -           | -           | 44     | 2      |
| 2023-2024                  | Huddersfield Town          | FLC                        | 11         | 0          | FACup+CdL       | 0               | 0               |                    | -                  | -                  |             | -           | -           | 11     | 0      |
| Totale Huddersfield Town   | Totale Huddersfield Town   | Totale Huddersfield Town   | 93+3       | 5+0        |                 | 6               | 2               |                    | -                  | -                  |             | -           | -           | 102    | 7      |
| Totale carriera            | Totale carriera            | Totale carriera            | 557        | 22         |                 | 45              | 4               |                    | -                  | -                  |             | 5           | 0           | 607    | 26     |